# 席田郡 (福岡県)
- 令制国一覧 > 西海道 > 筑前国 > 席田郡
- 日本 > 九州地方 > 福岡県 > 席田郡

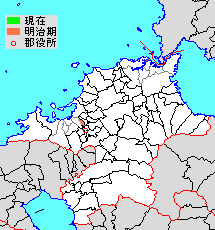
福岡県席田郡の位置

席田郡（むしろだぐん）は、福岡県（筑前国）にあった郡。

## 郡域
1878年（明治11年）に行政区画として発足した当時の郡域は、福岡市博多区の一部（概ね大井、下臼井、上臼井、青木、雀居、西月隈より北東）にあたる。
現在は福岡空港や東平尾公園が立地している。

## 歴史

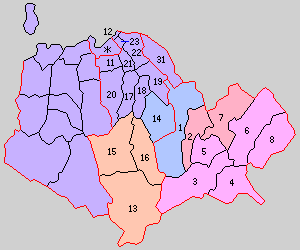
31.席田村（紫：福岡市 1 - 8は御笠郡 11 - 23は那珂郡）

### 近世以降の沿革
- 明治初年時点では全域が筑前福岡藩領であった。「旧高旧領取調帳」の記載によると、金隈村、立花寺村、上月隈村、下月隈村、雀居村、平尾村、青木村、上臼井村、下臼井村が存在。（9村）
- 明治4年7月14日（1871年8月29日） - 廃藩置県により福岡県の管轄となる。
- 明治11年（1878年）11月1日 - 郡区町村編制法の福岡県での施行により、行政区画としての席田郡が発足。「御笠席田那珂郡役所」が御笠郡大野村雑餉隈に設置され、同郡・那珂郡とともに管轄。
- 明治22年（1889年）4月1日 - 町村制の施行により、下臼井村の一部（字出作）が糟屋郡箱崎町の一部となり、残部に席田村が発足。（1村）
- 明治29年（1896年）4月1日 - 郡制の施行のため、「御笠席田那珂郡役所」の管轄区域をもって筑紫郡が発足。同日席田郡廃止。

## 行政
御笠・席田・那珂郡長
| 代 | 氏名 | 就任年月日                | 退任年月日                | 備考                                   |
| -- | ---- | ------------------------- | ------------------------- | -------------------------------------- |
| 1  |      | 明治11年（1878年）11月1日 |                           |                                        |
|    |      |                           | 明治29年（1896年）3月31日 | 御笠郡・那珂郡との合併により席田郡廃止 |